# Gabriel Brda

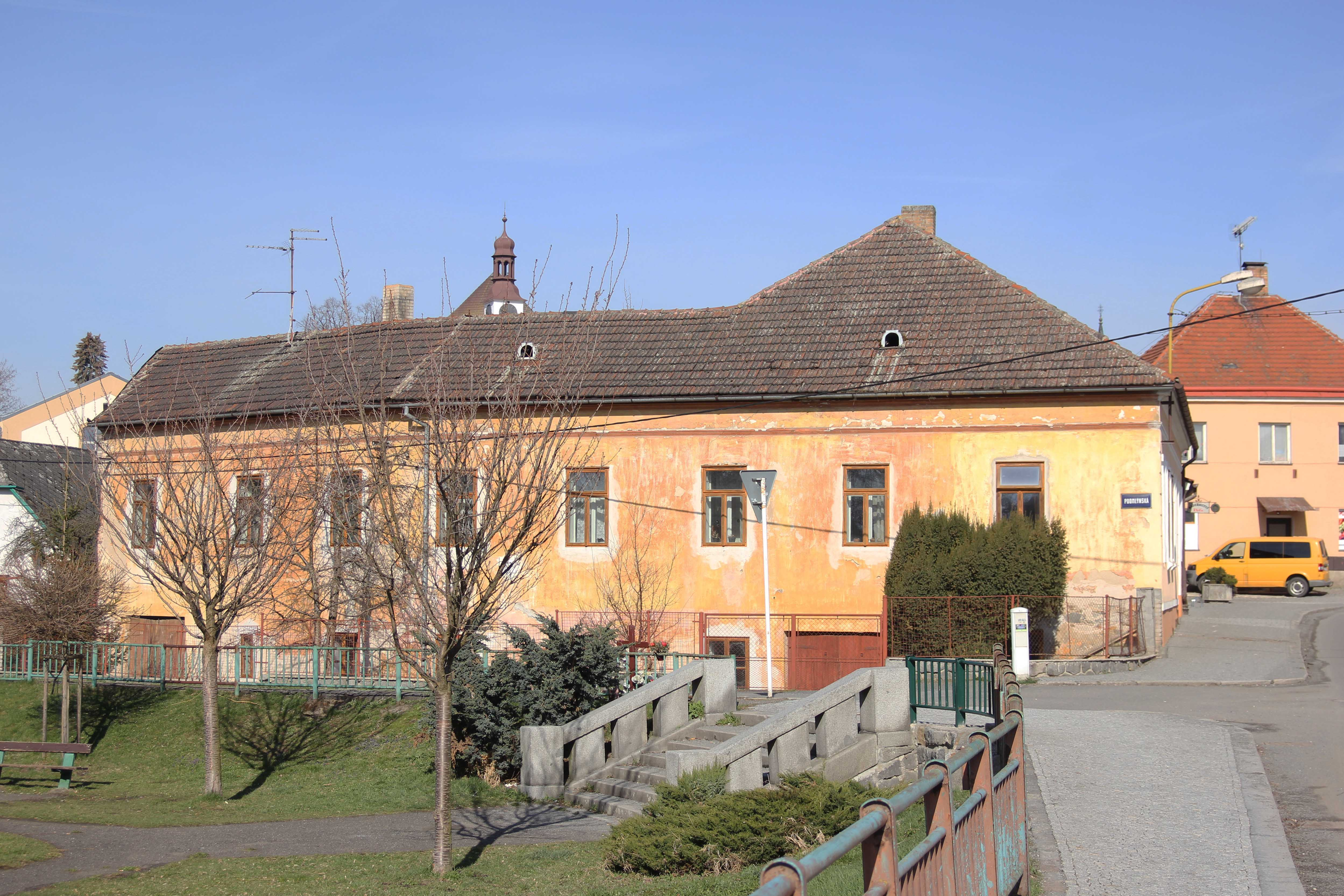
Dům Gabriela Brdy č.p. 228 v Palackého ulici v Rožmitále p. Tř.

Gabriel Brda (13. března 1890 Rožmitál pod Třemšínem – 18. dubna 1962 Rožmitál pod Třemšínem) byl český učitel, kronikář, spisovatel a kulturní pracovník v Rožmitále pod Třemšínem.

## Životopis
Narodil se 13. března 1890 v Rožmitále pod Třemšínem Alžbětě Brdové (rozené Černé) a Antonínu Brdovi, který pracoval jako klempíř. V letech 1905–1909 studoval v Příbrami na učitelském ústavu. Poté působil jako učitel v Radošicích, Nepomuku (1910–1911) a Nesvačilech. V letech 1912–1913 aktivně sloužil jako voják. Po vypuknutí první světové války narukoval v Plzni 27. července 1914 k 7. pluku zeměbranskému. Dne 8. září 1914 se zúčastnil ofenzivy u srbské Rači, kde byl lehce zraněn. Po léčbě se vrátil k 7. pluku do Plzně, odkud byl přeložen do Lince k 28. zeměbranskému pěšímu pluku. Brda vzpomínal, že v Linci dostal v roce 1914 k Vánocům poštou z domova krabici buchet. Napsal k tomu: „V kanceláři mi je vydával Jaroslav Leuz, ten měl za ženu A. Brdovou (Žandovou) z Rožmitála. Dostal mne do kanceláře, později jsem se uchytil ve skladišti jako písař – poddůstojník a zde jsem vydržel v pilné práci sice, ale proti frontě v přepychu do podzimu 1917, kdy jsem byl podruhé superarbitrován a propuštěn do civilu. Historii s buchtami uvádím jenom proto, abych dokumentoval, jaké maličkosti rozhodovaly často o bytí a nebytí vojáků“. Po zdravotní dovolené se vrátil k učitelské profesi. V září 1919 se oženil s Ančí Puchmajerovou, dcerou učitele Augustina Puchmajera z Březnice. Měli spolu syna Jiřího, který se narodil v roce 1920. O rok později se narodila ještě dcera Miluška a v roce 1923 dcera Anna. Rodina bydlela v Rožmitále v ulici Palackého č.p. 228. Místo rožmitálského řídícího učitele obecné školy Brda zastával až do roku 1950. Podle vzpomínek učitele Václava Matouška, které zapsal do rožmitálské kroniky Ing. Ivan Hoyer, byl Brda pilným a svědomitým člověkem s dobrými vlastnostmi, které očekával od každého pedagoga. Pracoval poctivě a řádně vedl školu. Také se podílel na mnoha kulturních činností ve městě. Byl mnohostranně aktivní. Po první světové válce začal působit v místním Sokole, v ochotnickém souboru, kde režíroval zvláště veselohry. Obětavě také pracoval na přestavbě sokolovny. Miloval přírodu a rád s přáteli vyrážel na vycházky do přilehlého i vzdálenější okolí Rožmitálu. Chytal motýly pro svou sbírku. Byl také výraznou osobu mezi rožmitálskými zahrádkáři. Pěstoval ovocné stromy a zabýval se jejich ochranou před škůdci. V roce 1919 stál u založení Místní osvětové komise, kde byl jednatelem. Komise si vytyčila za úkol pečovat o způsoby a prostředky lidové výchovy. Také byl členem Literárního kruhu, kde v hudebním kroužku hrál na housle. V roce 1930 se podílel na přípravě nového rozšířeného vydání knihy Rožmitál pod Třemšínem a jeho okolí k 700. výročí založení města, což ho přivedlo ke spisovatelské činnosti. Psal o drobných příhodách, nejdříve spíše zpravodajského rázu do různých novin a časopisů např. Rybářský věstník, Českoslovenští rybáři, Ahoj, Mladý hlasatel aj. Později psal i delší články a humorné povídky, často z oblasti rybářství či ze školy. Brda měl mnoho přátel mezi rybáři i literáty, malíři a umělci. Dopisoval si s básníkem Petrem Bezručem a jeho přítelem byl i Bohumil Trefil, hudební skladatel a malíř z Mladé Boleslavi, který mu ilustroval jeho knihu Rybářská maturita. Ještě předtím Brda napsal knihu Rybářova zimní píseň a Bohatá byla žeň, taktéž z rybářského prostředí.
Zemřel 18. dubna 1962 v Rožmitále pod Třemšínem.

### Kronikář
Přiznávám se, že v této kronice snad budou věci malicherné, pro kroniku nevýznamné, všední. Ale to snad nebude tak velikou chybou. Čtenáři promiň mi laskavě!
Gabriel Brda byl dosud nejdéle působící kronikář v Rožmitále pod Třemšínem. Kroniku města vedl od roku 1930 do roku 1956. Vytvořil pět uzavřených dílů kroniky s 2426 stranami. Brda uvádí, že před ním měl kroniku od roku 1920 psát městský tajemník František Hofmeistr, ale jeho zápisy nebyly nalezeny. Brdovy zápisy patří k nejzajímavějším částem kroniky z hlediska množství zapsaných zajímavostí ze života v Rožmitále, ale hlavně i kvůli množstvím ilustrací, kterými své zápisky doplňoval. Jeho zápisy mají deníkovou formu, kde začíná stručnými hesly pro snadnou orientaci v textu. Za druhé světové války byly kroniky zabaveny a odvezeny do Prahy, takže zápisy týkající se tohoto období byly doplněny až zpětně. Gabriel Brda také uváděl kromě místních událostí i důležité události ze světa. Také se omlouval, za možné malicherné vyznění některých zápisů a nezdráhal se přidávat k textům i osobní poznámky k dění, které mohou působit neobjektivně, ale na druhou stranu mnohem více přibližují tehdejší život v Rožmitále.

## Dílo
- Rybářova zimí píseň (1939)
- Bohatá byla žeň
- Rybářská maturita (1946)[9]